# Badfish
Badfish: A Tribute to Sublime é uma banda de tribute dedicada para tocar música do Sublime e não pode ser confundido com o original "Badfish" do Sudeste da Califórnia. O nome do grupo foi dado depois da canção "Badfish" aparecer no álbum 40 Oz. to Freedom. Formado em 2001 na Universidade de Rhode Island, os membros da banda, que estavam fazendo ciência da computação, começaram a tocar em clubes em Rhode Island e rapidamente começaram a vender ingressos para shows. Eles continuaram fazendo shows na Costa Oeste e no centro-oeste dos Estados Unidos, começou a se tornar popular nos campos escolares entre os fãs do Sublime que nunca foram permitidos de ver a banda por causa da morte de Bradley Nowell em 1996. Desde então a banda esteve feito muitas turnês nacionais por ano. Em 2008, a banda foi nomeada para a Melhor Banda de Tributo no Boston Music Awards.
O grupo tocou 152 shows nos Estados Unidos em 2006, vendendo mais de 100,000 ingressos e faturando 1.4 milhões de dólares em vendas. Membros do grupo também tocam em uma banda de não-tributo chamada Scotty Don't, que algumas vezes abre o show do "Badfish: A Tribute to Sublime". A banda tocou no festival Hoodwink em Nova Jersei em 2009, e Shwagstock em Salem, Missouri em 2010.

## Membros
- Joel Hanks - baixo
- Scott Begin - bateria
- Pat Downes - vocais, guitarra (2007–presente)
- Dave Ladin - vocais, guitarra (2001–2006)
- Ben Schomp - trompa, teclado e guitarra (2001-2009)
- Dorian Duffy - Teclado, Guitarra, Sampler (2010-)